# Guadalupe la Lámina
Guadalupe la Lámina är en ort i Mexiko.   Den ligger i kommunen Pantelhó och delstaten Chiapas, i den sydöstra delen av landet, 800 km öster om huvudstaden Mexico City. Guadalupe la Lámina ligger 1 086 meter över havet och antalet invånare är 223.
Terrängen runt Guadalupe la Lámina är kuperad västerut, men österut är den bergig. Terrängen runt Guadalupe la Lámina sluttar norrut. Runt Guadalupe la Lámina är det ganska tätbefolkat, med 111 invånare per kvadratkilometer. Närmaste större samhälle är Pantelhó, 4,5 km sydost om Guadalupe la Lámina. I omgivningarna runt Guadalupe la Lámina växer i huvudsak städsegrön lövskog.